# Popiersie Fryderyka Chopina w Żelazowej Woli
Popiersie Fryderyka Chopina w Żelazowej Woli – pomnik znajdujący się w pobliżu domu urodzenia Fryderyka Chopina w Żelazowej Woli. Autorem dzieła jest Stanisław Sikora. Jego odsłonięcia dokonano w 1968 roku.